# Новоайдар
Новоайда́р — посёлок районного значения в Счастьенском районе Луганской области Украины.

## Географическое положение
Расположен на речке Айдар в 60 км на северо-восток от областного центра — города Луганска.

## История
Поселение возникло во второй половине XVII века.
В 1687 году на речке Айдар возникло укрепление, построенное казаками-переселенцами с Дона, которые звали себя «новодонцами». По московской ревизии от 1703 года в «скаске» новоайдарцев сказано, что городку 20 лет (то есть 1683 год) и в нём, кроме всех прочих, проживает 70 донских казаков, состоящих на службе. В некоторых документах городок ещё назывался «Верхний Айдар». При нападении на Шульгинский городок в 1707 году, где останавливался и был убит князь Юрий Долгоруков, участвовали и донцы Нового Айдара — полковниками при Кондратие Булавине были новоайдарские казаки Иван Лоскут (соратник Степана Разина) и Григорий Банников. За столь активное участие в помощи Булавину городок был отнят у донских казаков и вся местность была передана слобожанам, которые переименовали Новый Айдар в слободу.
В 1778 или 1779 году[уточнить] Новоайдарская слобода стала уездным городом Азовской губернии и получила современное название Новоайдар.
На европейских картах конца XVIII века Новоайдар присутствует под именем Nowoi Aidar.
После создания Украинской, а затем Днепровской укреплённых линий военное значение Новоайдара было потеряно. В дальнейшем слобода Ново-Айдарская являлась центром Ново-Айдарской волости Старобельского уезда Харьковской губернии Российской империи.
В ходе гражданской войны в декабре 1917 года в селении был создан Совет рабочих и крестьянских депутатов и установлена Советская власть. 7 марта 1923 года село стало центром Новоайдарского района Старобельского округа.
20 декабря 1931 года здесь началось издание районной газеты.
В ходе Великой Отечественной войны 12 июля 1942 селение было оккупировано немецкими войсками. Утром 21 января 1943 года танковые части генерала П. П. Полубоярова освободили Новоайдар от гитлеровцев. Одна из улиц Новоайдара носит имя Полубоярова. Свыше 10 тысяч новоайдарцев было мобилизовано в ряды Советской Армии. Во время Великой Отечественной войны 1941—1945 гг. из района погибло 6448 человек.
В 1957 году Новоайдар получил статус посёлка городского типа, здесь начинают строить двухэтажные жилые дома и объекты социальной и культурной сферы.
В 1962 году в связи с укрупнением сельских районов Новоайдарский район был ликвидирован, но в 1965 году восстановлен.
В 1973 году здесь действовали пищекомбинат, молокозавод, комбикормовый завод, птицефабрика и лесомелиоративная станция.
В 1981 году население составляло 6,5 тыс. человек, здесь действовали пищевкусовая фабрика, цех Северодонецкого молокозавода, элеватор, участок Ворошиловградской фабрики хозтоваров, птицефабрика, лесомелиоративная станция, межколхозная строительная организация, райсельхозтехника, райсельхозхимия, комбинат бытового обслуживания, три общеобразовательных школы, музыкальная школа, спортивная школа, больница, Дворец культуры, кинотеатр и две библиотеки.
В январе 1989 года численность населения составляла 8367 человек.
В июле 1995 года Кабинет министров Украины утвердил решение о приватизации находившегося здесь совхоза «Авангард».
По состоянию на 1 января 2013 года численность населения составляла 8555 человек.

### Российско-украинская война

#### Война на Донбассе
11 мая 2014 года посёлок был объявлен частью самопровозглашённой Луганской Народной Республики. Однако уже 14 мая посёлок был взят под контроль украинскими войсками.
11 августа 2014 года СБУ арестовала председателя поселкового совета Владимира Кравченко за участие в организации референдума о самоопределении Луганской Народной Республики.

#### Вторжение России на Украину
3 марта 2022 года Новоайдар был оккупирован российскими войсками в ходе нападения России на Украину.

## Транспорт
Через посёлок проходят железная дорога (станция Новый Айдар) и шоссейная трасса Северодонецк — Луганск.

## Известные люди
- Атаман Леонид Терезов (Терехов) (189?—1921) — повстанческий атаман, анархо-махновец, один из крупнейший атаманов Луганщины; действовал в Старобельском уезде.
- Александр Авербух — украинский поэт и переводчик.
- Евгений Селин - украинский футболист.
- Ганна Кириченко - украинская волейболистка